# Jürgen Roloff (Fußballspieler)
Jürgen Roloff (* 4. August 1958) ist ein ehemaliger deutscher Fußballspieler. Er spielte unter anderem für den SV Arminia Hannover in der 2. Bundesliga Nord.

## Karriere
Im Sommer 1976 wechselte er zum SV Arminia Hannover. Es sollte jedoch bis zum 2. April 1977 dauern, bis er das erste Mal einen Einsatz in der ersten Mannschaft bekam. Bei der 0:2-Niederlage gegen den Bonner SC wurde er in der 64. Minute für Peter Burkhardt eingewechselt. In der letzten Saison der Arminia in der 2. Bundesliga Nord war er auch Teil der Anfangself bei der geschichtsträchtigen 0:11-Niederlage gegen Arminia Bielefeld. Als einer der wenigen Spieler aus dieser Saison begleitete er seinen Verein in die Oberliga Nord. Mit dem Abstieg aus dieser verließ er dann aber auch die Arminia und wandte sich Holstein Kiel zu.
Bei den Kielern spielte er ab August 1983 schon zeitweise für die erste Mannschaft, weil er in Hannover keine Einsätze mehr bekam. Nach dem erfolgten Wechsel kam er dann aber auch in Kiel nicht mehr in der ersten Mannschaft zum Einsatz. 1984 ging es weiter zum FC St. Pauli, für den er im August 1984 in der 2. Bundesliga das erste Mal auflief. Das Spiel am 8. November 1986 gegen den SC Fortuna Köln war das letzte Spiel für ihn in der 2. Liga. Er hatte noch einige Einsätze in der Oberliga-Mannschaft. Nach der Saison 1986/87 verließ er St. Pauli. In der Saison 1990/91 spielte er im Alter von 32 Jahren noch einmal für Arminia Hannover in der Oberliga. Am Ende der Saison stieg er mit Hannover wieder ab.
Später trat er hin und wieder in der Traditionsmannschaft des FC St. Pauli an.